# Hans-Joachim Laurisch
Hans-Joachim Laurisch (* 25. Juli 1929; † 16. Juli 2015) war ein Berliner Fußballspieler, der in der DDR-Oberliga, der höchsten Liga im DDR-Fußball, aktiv war. 

## Sportliche Laufbahn
Zur Saison 1946/47 wurde für Gesamtberlin die Fußball-Stadtliga gegründet, für die sich auch die SG Lichtenberg-Nord qualifiziert hatte. Zu deren Spieleraufgebot gehörte der 17-jährige Hans-Joachim Laurisch, der als Stürmer seine ersten Spiele im Männerbereich absolvierte. Vor Beginn der Saison 1950/51 wurde der gesamtberliner Fußballspielbetrieb beendet, da der ostdeutsche Sportausschuss die Einführung des Vertragsspielersystem nicht akzeptieren wollte und deshalb alle Ost-Berliner Sportgemeinschaften in den DDR-Spielbetrieb eingliederte. Mit zwei weiteren Mannschaften wurde die bisherige Lichtenberger SG als SC Lichtenberg 47 in die DDR-Oberliga übernommen. Vom 2. Spieltag an war Laurisch Stammspieler der Mannschaft. Von den 34 ausgetragenen Oberligaspielen bestritt er 30 Begegnungen, in denen er im Mittelfeld eingesetzt wurde und zwei Tore erzielte. 
Da der SC Lichtenberg aus der Oberliga abstieg, wechselte Laurisch innerhalb von Ost-Berlin zum Oberligisten Motor Oberschöneweide. Dort blieb er von 1951 bis 1953 zwei Spielzeiten lang. In den in dieser Zeit ausgetragenen 68 Oberligaspielen wurde Laurisch 52-mal aufgeboten. 1951/52 gehörte er noch einmal als Mittelfeldspieler zum Stammaufgebot und war einmal Torschütze. 1952/53 fehlte er in acht Punktspielen, schoss aber drei Tore. In dieser Saison stieg auch Motor Oberschöneweide aus der Oberliga ab.
Obwohl erst 24 Jahre alt, beendete Laurisch nach drei Oberligaspielzeiten seine Laufbahn als Leistungssportler. Er schloss sich der drittklassigen Ost-Berliner Bezirksklassemannschaft von Motor Weißensee an, der er sofort zum Aufstieg in die Bezirksliga Ost-Berlin verhalf. Nach einer Bezirksligasaison wechselte Laurisch noch einmal zur unterklassigen Mannschaft von Motor Wendenschloß.